# Maurice Müller (Fußballspieler)
Maurice Müller (* 12. August 1992 in Nürnberg) ist ein ehemaliger deutscher Fußballspieler.

## Karriere
Maurice Müller begann mit dem Fußballspielen beim Oberasbacher Stadtteilverein TSV Altenberg. Bis zur U17 war er außerdem noch für den 1. FC Nürnberg sowie die SG Nürnberg Fürth 1883 aktiv, bevor er zur SG Quelle Fürth wechselte. In seinem letzten Jugendjahr wurde er auch in der ersten Mannschaft in der Bezirksoberliga eingesetzt.
2011 machte dann Drittligist Wacker Burghausen dem offensiven Mittelfeldspieler ein Angebot und holte ihn in die zweite Mannschaft. Bereits im Dezember 2011 stand Müller auch zweimal im Aufgebot der Profimannschaft, zum Rückrundenauftakt stand er gegen den SV Babelsberg 03 und Werder Bremen II dann erstmals in der 3. Liga in der Startaufstellung, womit ihm der Durchbruch bei den Profis gelungen war. Fortan war Müller fester Bestandteil des Lizenzspielerkaders. Zwischen 2011 und 2014 kam Müller für Wacker Burghausen in 47 Spielen der 3. Liga zum Einsatz, dabei erzielte er ein Tor selbst und bereitete vier Treffer vor.
Im Sommer 2014 verließ Müller Wacker Burghausen und wechselte zum FC Schalke 04, mit dessen zweiter Mannschaft er in der Regionalliga West spielte. Zur Saison 2015/16 wechselte er zur SpVgg Neckarelz, für die er als Leistungsträger in der Hinrunde in 17 Spielen vier Treffer erzielte. Im Winter löste er seinen Vertrag wieder auf und ging zum Ligakonkurrenten TSV Steinbach. Müller etablierte sich umgehend in der Mannschaft und kam zum Ende der Hinrunde 2017/18 auf fünf Tore und acht Vorlagen in 54 Spielen für den TSV in der Regionalliga Südwest. Im Februar 2018 verletzte sich Müller in einem Testspiel durch ein Foulspiel am rechten Sprunggelenk. Daraufhin kam er bis zu seinem Vertragsende zu keinem weiteren Einsatz für den TSV Steinbach.